# Hoehneella
Hoehneella – rodzaj roślin z rodziny storczykowatych (Orchidaceae). Obejmuje dwa gatunki będące endemitami południowo-wschodniej Brazylii.

## Systematyka
Rodzaj sklasyfikowany do podplemienia Zygopetalinae w plemieniu Cymbidieae, podrodzina epidendronowe (Epidendroideae), rodzina storczykowate (Orchidaceae), rząd szparagowce (Asparagales) w obrębie roślin jednoliściennych.
Wykaz gatunków
- Hoehneella gehrtiana (Hoehne) Ruschi
- Hoehneella heloisae Ruschi